# Eocapnia
Eocapnia is een geslacht van steenvliegen uit de familie Capniidae. De wetenschappelijke naam van het geslacht is voor het eerst geldig gepubliceerd in 1955 door Kawai.

## Soorten
Eocapnia omvat de volgende soorten:
- Eocapnia nivalis (Uéno, 1929)
- Eocapnia shigaensis Kawai, 1967
- Eocapnia yezoensis Kawai, 1955